# 葛亮維
葛亮維（?—?），貴州省大定府畢節縣人，清朝政治人物、同進士出身。
光緒二十一年（1895年）乙未科補殿試三甲十四名，同年五月，以主事分部学习，官刑部主事。有子葛明遠。